# Reed Hastings
Wilmot Reed Hastings Jr. (Boston, 8 de outubro de 1960) é um empresário e filantropo americano. Ele é co-fundador e CEO da Netflix e serve nos conselhos do Facebook e várias organizações sem fins lucrativos. Ex-membro do Conselho Estadual de Educação da Califórnia, Hastings é um defensor da reforma da educação através de escolas charter.

## Juventude e educação
Hastings nasceu em Boston, Massachusetts, filho de Joan Amory (Loomis) e Wilmot Reed Hastings.Seu bisavô materno era o advogado Alfred Lee Loomis.Ele entrou no treinamento de oficiais do Corpo de Fuzileiros Navais  através de sua Platoon Leader Class e passou o verão de 1981 na Escola de Candidatos em Quantico, Virgínia.Hastings mais tarde pediu ao escritório de recrutamento e deixou os fuzileiros navais para o Corpo da Paz.
Hastings se juntou ao Corpo de Paz depois de se formar pelo Bowdoin College "por uma combinação de serviço e aventura"e foi para ensinar matemática do ensino médio na Suazilândia, de 1983 a 1985. Hastings credita parte do seu espírito empreendedor a seu tempo no Corpo de Paz. "Quando você já pegou carona por toda a África com dez dólares em seu bolso, começar um negócio não parece muito intimidante."
Depois de voltar do Corpo da Paz, Hastings passou a frequentar a Universidade de Stanford: "Eu não entrei em minha primeira opção, que era o MIT, mas fui aceito em Stanford", diz ele. Ele se formou em 1988 com um mestrado em ciência da computação.

## Fundação da  Pure Software
O primeiro emprego de Hastings foi na Adaptive Technology, onde ele inventou uma ferramenta para depurar software. "Eu trabalhei para Audrey MacLean em 1990, quando ela era CEO da Adaptive Corp. A partir dela, eu aprendi o valor do foco. Aprendi que é melhor fazer um produto bem do que dois produtos de uma forma medíocre ", diz Hastings.
Hastings deixou Adaptive Technology em 1991 para fundar sua primeira empresa, Pure Software, que produzia produtos para solucionar problemas de software. A empresa que crescia rapidamente logo provou-se desafiadora para Hastings, já que ele não tinha experiência de gestão. "Conforme a empresa cresceu de 10 a 40 a 120, 320 a 640 funcionários, eu descobri que eu estava definitivamente me afogando e sem controle da situação", disse Hastings. "Eu estava fazendo canoagem em águas brancas na época, e no caiaque se você olhar e focar o problema, você tem muito mais chances de atingir o perigo. Eu me concentrava nas águas calmas e no que eu queria que acontecesse. Eu não ouvia os céticos. " A formação de Hastings  em engenharia não o tinha preparado para os desafios de ser um CEO e ele pediu a seu conselho para substituí-lo. "Eu tentei me despedir - duas vezes". diz Hastings. Eu estava perdendo a confiança" O conselho recusou e Hastings diz que aprendeu a ser um homem de negócios. "Eu era um engenheiro mesmo. Dobramos nossa receita a cada ano, mas minha transformação de engenheiro para CEO foi quando Morgan Stanley levou a empresa pública em 1995." 
Em 1996, Pure Software anunciou uma fusão com a Atria Software. A fusão integrou os programas da Pure Software para a detecção de erros em software com as ferramentas da Atria para gerenciar o desenvolvimento de softwares complexos. O Wall Street Journal informou que havia problemas de integração das forças de vendas da Pure Software e Atria  depois que os chefes de vendas tanto da Pure  quanto da Atria deixaram a empresa após a fusão.
Em 1997, a empresa combinada, Pure Atria, foi adquirida pela Rational Software, o que provocou uma queda de 42% em ações de ambas as empresas depois que o acordo foi anunciado. Hastings foi nomeado Diretor Técnico das empresas combinadas e saiu logo após a aquisição."Eu tive a grande sorte de fazer um trabalho medíocre na minha primeira empresa", diz Hastings. "Nos tornamos mais burocráticos conforme nós crescemos." Depois da Pure Software, Hastings passou dois anos pensando em como evitar problemas semelhantes em sua próxima empresa.

## Fundação da Netflix

Em 1998, Reed Hastings co-fundou a Netflix, que oferecia aluguel de filmes pelo correio a preço fixo para clientes no Estados Unidos.

Em 1997, Hastings e Marc Randolph co-fundaram a Netflix, que oferecia aluguel de filmes pelo correio por uma taxa fixa  para clientes nos Estados Unidos.Com sede em Los Gatos, Califórnia, a Netflix acumulou uma coleção de 100.000 títulos e mais de 44 milhões de assinantes.Eu tive a ideia para Netflix depois que minha empresa foi adquirida", disse Hastings. "Eu tinha uma taxa de atraso grande para" Apollo 13 ". Foram seis semanas de atraso e eu devia à videolocadora $ 40. Eu tinha perdido a fita cassete. Foi tudo culpa minha. Eu não queria dizer a minha esposa sobre isso. E eu disse a mim mesmo: 'Eu vou comprometer a integridade do meu casamento por uma taxa de atraso? Mais tarde, a caminho para o ginásio, eu percebi que eles tinham um modelo de negócio muito melhor. Você poderia pagar US $ 30 ou US $ 40 por mês e trabalhar tão pouco ou tanto quanto você queria ". 
Hastings disse que, quando ele fundou a Netflix, ele não tinha ideia se os clientes usariam o serviço. "Netflix era originalmente um serviço de aluguel único, mas o modelo de assinatura foi uma das poucas ideias que tivemos-portanto não havia momento Aha!. Ter datas de vencimento  ilimitadas e sem multas por atraso funcionou de uma forma poderosa e agora parece óbvio, mas naquela época não tínhamos ideia se os consumidores sequer iriam construir e usar uma fila online. "

### Cultura Netflix
Depois de suas experiências no Pure Atria, Hastings estava preocupado com os problemas de crescimento. Se a construção de uma empresa de entretenimento era seu objetivo público, seu objetivo privado era construir uma empresa que  crescesse rapidamente sem perder o seu espírito empreendedor no processo. Netflix foi um banco de ensaio para as suas teorias.
Coforme Netflix crescia, a empresa começou a ser notada por suas práticas de gestão inovadoras- resultados da cultura que Hastings estava explorando- chamadas "Liberdade e Responsabilidade". Netflix é conhecida por pagar salários que são tipicamente muito maiores do que  o habitual para atrair melhores talentos e é uma das poucas empresas onde os funcionários podem escolher anualmente o quanto de sua remuneração que eles querem em dinheiro e ações. "Nós não temos medo de pagar alto", diz Hastings. Outras inovações incluem seu tratamento de funcionários que não atendem às expectativas. "Na maioria das empresas, trabalhadores de nível médio recebem um aumento médio", diz Hastings. "Na Netflix, recebem um pacote de indenização generosa", porque dessa  os gerentes não se sentem culpados demais em demitir um trabalhador mediano. A empresa também ganhou notoriedade por eliminando o tempo de doença e férias para os funcionários, e em vez disso permitindo-os gerir este tempo fora individualmente.
Hastings se reuniria a cada novo funcionário e discutiria a cultura e suas teorias sobre o assunto. Ao longo dos anos sua apresentação pessoal foi codificada em um conjunto de slides de PowerPoint que foi amplamente compartilhado internamente, revisto e ajustado pela administração superior e refinado ativamente. Em agosto de 2009, Hastings postou este guia de cultura interna on-line para o escrutínio público. Expunha as convicções fortes Hastings "sobre os trabalhadores e a administração. Até janeiro de 2015 o deck foi visto  mais de 10,5 milhões de vezes.

### Televisão pela Internet
Hastings é um proponente da televisão pela Internet e  a vê como o futuro."Eu acho que há uma grande categoria de pessoas que irão assistir a filmes em laptops", diz Hastings. "E lembre-se, não é o laptop de hoje. Pense no laptop em cinco anos. As pessoas vão continuar a querer assistir a filmes na TV. Nenhuma dúvida sobre isso. Mas as telas de laptop estão melhorando. E os jovens estão vivendo em laptops. "Ele credita o YouTube à sua mudança de estratégia para o desenvolvimento de um serviço de vídeo streaming. A Netflix lançou um serviço em 2007 para transmitir filmes e programas de televisão para computadores. "O que estamos descobrindo é que os jovens, com menos de 25 anos, estão assistindo a nosso streaming em seus PCs em grande número", diz Hastings." Eles operam mais portatilmente do que fazemos com nossas TVs de tela grande. "

### Polêmica
Em julho de 2011, a Netflix anunciou que os preços das assinaturas estavam mudando: de que os preços de aluguel de DVD cairiam em 20%, mas que o serviço de streaming inicialmente gratuito agora seria cobrado. Para muitos clientes isto representava uma economia, mas para o grupo que recebia tanto discos e assistia streaming, isto iria resultar em um aumento de custo de até 60%. O movimento levou à reação de clientes, cancelamentos, crescimento de assinaturas menor que o projetado, e uma queda no preço das ações.Em resposta, Netflix admitiu péssimas decisões de relações públicas ao anunciar a mudançamas manteve a sua política no lugar.
Dois meses depois, em setembro de 2011, a Netflix anunciou que iria desmembrar seu negócio de DVD popular sob uma nova marca, Qwikster, confundindo clientes e mercado .Netflix reverteu a decisão menos de um mês depois.Durante este período, o valor das ações da empresa despencou e Hastings foi questionado sobre renunciar, mas ele rejeitou totalmente a ideia. "Eu fundei Netflix", ele disse a um entrevistador; "Eu  a construí de forma constante ao longo de 12 anos... E esta é a primeira vez que houve erros materiais. Se você olhar para o histórico cumulativo, é extremamente positivo."

## Outros interesses comerciais
Hastings tem sido um diretor do conselho de Facebook desde junho de 2011.
Hastings também atuou no conselho de Microsoft a partir de 2007 até 2012.

## Ativismo educacional e político

### Conselho Estadual de Educação da Califórnia
Depois de vender a Pure Software, Hastings se encontrou sem objetivos. Ele se interessou por reforma educacional na Califórnia e se matriculou na Stanford Graduate School of Education. Em 2000, o Governador Gray Davis indicou Hastings para o Conselho Estadual de Educação e, em 2001, ele se tornou seu presidente. Hastings gastou 1 milhão de dólares do seu próprio dinheiro, junto com 6 milhões do capitalista de risco do Vale do Silicio John Doerr, para promover a aprovação da Proposição 39 em novembro de 2000. A medida diminuiu o percentual de votos necessários para aprovação de emissão de school bonds (títulos municipais emitidos para financiar construção ou aprimoramento de escolas) de 66% para 55%.
Em 2005, Hastings teve problemas com o Conselho Estadual de Educação quando legisladores democratas sua proposta de mais testes e aulas para alunos que não fossem falantes fluentes de inglês. O Comitê de Regras do Senado de Califórnia se recusou a aceitá-lo como o presidente do Conselho. A Assembleia Legislativa do Estado da Califórnia o rejeitou em janeiro de 2005. O governador Arnold Schwarzenegger, que havia indicado Hastings novamente ao conselho após seu primeiro mandato, emitiu um comunicado dizendo que estava desapontado com a ação do comitê. Hastings renunciou. 
Em 3 de abril de 2008, Steven Maviglio informou que Hastings havia feito uma contribuição de US$100.000 para a campanha de re-distritamento "Voters First" (em inglês, "Eleitores Primeiro") do então governador da Califórnia Arnold Schwarzenegger.

### EscolasCharter
Hastings está ativo na filantropia e da política educativa.Uma das questões Hastings defensores mais fortemente é escolas charter, escolas primárias ou secundárias com financiamento público que foram libertados de algumas das normas, regulamentos e estatutos que se aplicam a outras escolas públicas , em troca de algum tipo de prestação de contas para a produção de certos resultados, os quais são estabelecidos na Carta de cada escola. "Se as escolas públicas não adotam os mesmos princípios de concorrência e responsabilidade como existem nos sectores privado e sem fins lucrativos, eles vai continuar a deteriorar-se ", diz Hastings." Uma maneira de impactar de forma permanente o sistema seria ter de 10 a 20 por cento das crianças em idade escolar Califórnia matriculados em escolas charter. Isso seria a massa crítica, e suficiente de uma força para induzir uma dinâmica competitiva no sistema ", acrescentou. Hastings é um membro fundador da NewSchools.org, Escolas Públicas Aspire, Collegiate Pacific School, e EdVoice.net.
Em 11 de Julho de 2006, a Santa Cruz do Sentinel informou que Hastings tinha doou US $ 1 milhão em fundos de arranque para Beacon Rede de Educação a abrir novas escolas charter em Santa Cruz County, onde ele vive."As pequenas escolas não são para todos mas em algumas crianças que trabalham melhor em termos de preparação acadêmica para a faculdade ", disse Hastings." O foco pequena escola é particularmente verdadeiro para os estudantes que não recebem tanto apoio acadêmico em casa. "
Em 4 de março de 2014, Hastings fez o principal discurso na reunião Association Charter School da Califórnia, em San Jose, Califórnia. Durante este discurso, ele defendeu a eliminação dos conselhos escolares eleitos, dizendo em parte "o problema fundamental com os distritos escolares não é culpa deles, o problema fundamental é que eles não conseguem controlar seus conselhos e da importância da escola charter movimento é evoluir América a partir de um sistema em que a governação está constantemente mudando e você não pode fazer um planejamento de longo prazo para um sistema de grandes organizações sem fins lucrativos "Outcry de escolas públicas tradicionais foi rápidas e fortes. disse "Supervisão pública do governo local é a base da democracia americana. Em nenhum lugar isso é mais evidente do que em nossas escolas públicas, onde os eleitores confiam conselhos de educação com a educação dos nossos jovens."

### Tecnologia
Hastings é um membro da Technology Network, uma rede de política dos executivos de negócios que promove o crescimento da tecnologia e da inovação.TechNet traz seus membros em conjunto com os responsáveis políticos nacionais para avançar a liderança global dos Estados Unidos em matéria de inovação. Hastings atuou como CEO de Tecnologia rede por um ano.
Em abril de 2004, Hastings publicou um editorial do Wall Street Journal defendendo a contabilização das opções de ações.

### Política
Em 1 de agosto de 2007, o Los Angeles Times informou que Hastings, doou para um democrata US $ 1 milhão para um comitê formado para apoiar California State superintendente da escola de candidatura de Jack O'Connell candidatura para governador da Califórnia em 2010.Em 12 de abril de 2009, Hastings doou US $ 251,491.03 para a Reforma Orçamental Agora, uma coalizão de apoio Califórnia Proposições 1A a 1F.Se a proposição 1A tinha passado, ele teria autorizado $ 10 bilhões em vendas "temporárias", de uso, de renda e de veículos impostos imposto como parte do acordo de 2009-2010 orçamento que cada um ter sido prorrogado por um ou dois anos, resultando em um novo aumento de impostos de cerca de US $ 16 bilhões.